# Die indische Hütte

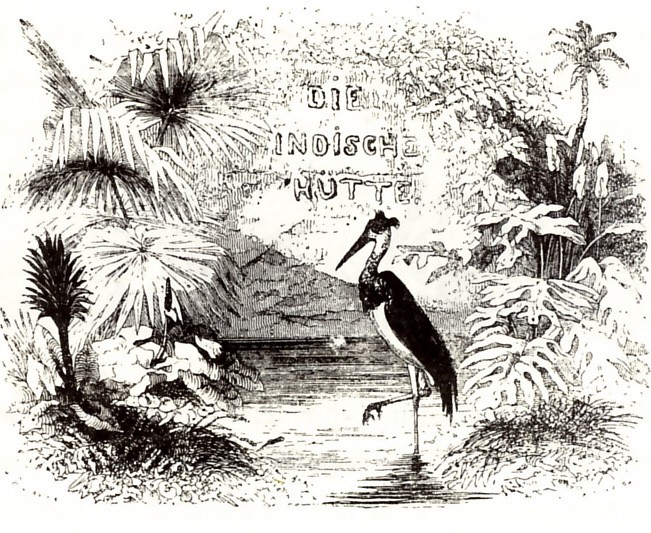
Titelillustration zur deutschen Ausgabe 1842

La chaumière indienne (deutsch Die indische Hütte) ist eine Erzählung des französischen Schriftstellers Jacques-Henri Bernardin de Saint-Pierre (1737–1814), die 1791 zum ersten Mal erschien.

## Inhalt
Ein berühmter englischer Wissenschaftler wird mit einem Fragenkatalog auf eine Expedition ausgeschickt, um das Wissen der Welt zu erkunden. Nachdem er zunächst die angesehensten Institutionen und Bibliotheken Europas und des Nahen Ostens besucht hat, gelangt er schließlich nach Indien, dem Ziel seiner Reise. Mittlerweile beschäftigt den Wissenschaftler aber eine grundsätzlichere Frage, nämlich die nach der Wahrheit. Als er nach umständlichem Zeremoniell, das ihn erbittert, vom berühmtesten und angesehensten Brahmanen Indiens ganz unbefriedigende Antworten erhält, wird ihm klar, dass für diesen die Wahrheit nur das ist, was den Interessen seiner Kaste dient. Auf seiner weiteren Reise gerät der Engländer in ein Unwetter und findet im Wald Unterschlupf in der Hütte eines Unberührbaren. Bei ihm, dem einfachen und ungebildeten Menschen, findet er nicht nur Antwort auf seine Frage nach der Wahrheit, sondern auch in ihm, seiner Frau, seinem Kind und seinen Tieren, das Bild glücklicher und zufriedener Menschen. So war die wichtigste Erkenntnis seiner weiten Reise diese: Man muss die Wahrheit mit einfältigem Herzen suchen; man findet sie nur in der Natur; man soll sie nur rechtschaffenen Menschen sagen. Und weiters: Wahrhaft glücklich ist man nur mit einer guten Frau.
Aus Saint-Pierres Erzählung spricht eine Jean-Jacques Rousseau verwandte Anschauung der Welt. Für ihn ist die Natur für den Menschen geschaffen und in ihr die Wahrheit zu erkennen. In der Berührung mit unverbildeten, naturnahen Menschen ist eine sittliche Erneuerung der zivilisierten Menschheit zu erwarten. Berührend ist die Schilderung verschiedener Naturerscheinungen, die den empfindsamen Autor zu einem Vorläufer der Romantik werden lässt.

## Ausgaben
Erstausgabe
- La chaumière indienne. Paris 1791.

deutsche Übersetzungen
- Emil Ludwig Philipp Schröder (Übers.): Die indische Strohhütte. Neuwied/Leipzig 1791.
- Gottlob Fink (Übers.): Die indische Hütte. Pforzheim 1840. Neuausgaben: Winkler, München 1986 und dtv, München 1993 (Taschenbuchausgabe).
- Karl Eitner (Übers.): Paul und Virginie und Die indische Hütte. Bibliographisches Institut, Hildburghausen 1866; urn:nbn:de:bvb:12-bsb11719280-7.
- Albert Wittstock (Übers.): Die indische Hütte. Reclam, Leipzig um 1880.